# Megachile subparallela
Megachile subparallela är en biart som beskrevs av Mitchell 1944. Megachile subparallela ingår i släktet tapetserarbin, och familjen buksamlarbin. Inga underarter finns listade i Catalogue of Life.